# Kuba Wojewódzki

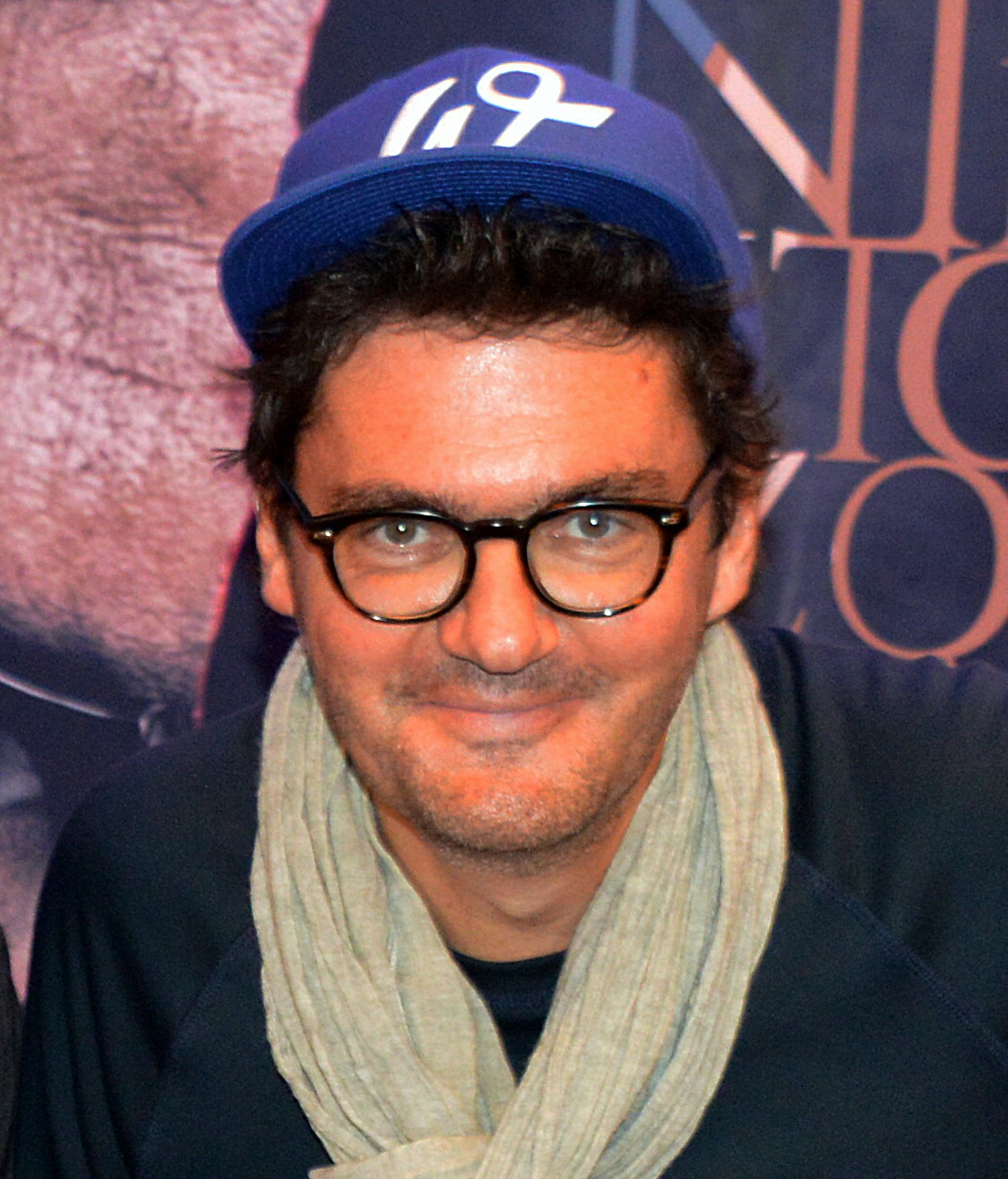
Kuba Wojewódzki (2018)

Jakub Władysław Wojewódzki (* 2. August 1963 in Koszalin) ist ein polnischer Musik- und Hörfunk-Journalist, Publizist, Showman, Feuilletonist des polnischen Nachrichtenmagazins Polityka, Schlagzeuger und Comedian. Er wurde durch seine kontroversen Äußerungen im Fernsehen bekannt.

## Leben
Jakub (Kuba) Wojewódzki stammt aus einer Nomenklatura-Familie. Sein Vater war unter dem Regime der PZPR während der VR Polen Staatsanwalt und verurteilte etwa Verwandte des Rappers O.S.T.R. Wojewódzki studierte Journalismus an der Universität Warschau.
Er war in der Jury der polnischen Version von Pop Idol. Er vertrat bei Superstar Weltweit am 25. Dezember 2003 als Jurymitglied das Land Polen.
Um 1980 war er in vielen Punkbands wie System und New Dada. Zurzeit ist er Schlagzeuger der Band Klatu.
Seit 2006 arbeitet er beim polnischen TV-Sender TVN, wo er seine eigene TV-Show mit dem Namen Kuba Wojewódzki hat. Darüber hinaus ist Wojewódzki ein ehemaliger Juror bei Mam talent! (der polnischen Version von Das Supertalent) und aktuell bei der polnischen Version der Musik-Castingshow X-Factor.
Ähnlich wie Simon Cowell oder Dieter Bohlen wurde er wegen seiner harschen Kritiken an Teilnehmern der polnischen Idol-Version kritisiert. Wojewódzki fiel mehrfach durch die Schmähung von Schwarzen auf, was von der polnischen Medienaufsicht sanktioniert wurde.
Bis 2023 war er Testimonial des umstrittenen Alkoholfabrikanten und ehemaligen Politikers Janusz Palikot, von dem er sich Anfang 2024 distanzierte und angab, „sich zu schämen“. Ein Gerichtsverfahren wegen illegaler Alkoholwerbung endete für Wojewódzki im November 2024 mit einer Strafe von 400.000 Złoty.